# Deltagarstyrd kultur
Deltagarstyrd eller participatorisk kultur är en neologism som refererar till, men står motsats till Konsumism — med andra ord en kultur där individer inte endast interagerar som konsumenter, utan även bidrar som medarbetare och producenter. 

## Internetmedia
Termen används oftast för produktion eller skapande inom nya typer publicerade medier som växt fram med ny teknik. I denna kultur svarar unga kreativt på en mängd nya kulturella idéer och verk på ett sätt som ofta vill överraska beslutsfattare, finna betydelser och identiteter som aldrig menade att vara där och trotsa enkla beteenden som bekämpar auktoriteters manipulation och konsumenters passivitet. 
Den ökade tillgången på internet har blivit en integrerad och betydande del i utbyggnaden av kulturen. Internet har bidragit till att människor i högre grad kan arbeta tillsammans, generera och sprida nyheter, skapa nya idéer och kreativa verk, samt att ansluta sig till människor som har liknande intressen och mål. Potentialen för kulturen med civilt engagemang och kreativt uttryck har undersökts av den amerikanske medieforskaren Henry Jenkins. Jenkins med ett antal medförfattare skriver i rapporten Confronting the Challenges of Participatory Culture: Media Education for the 21st Century att den deltagarstyrda eller participatoriska kulturen kan karaktäriseras på följande sätt:
- Anknytning, där medlemmar anser att deras bidrag har någon betydelse samt att de känner någon grad av social anknytning till varandra (åtminstone till den grad att de bryr sig om andra personers åsikter om deras verk).
- Uttryck, med relativt låga hinder för konstnärligt uttryck och civilt engagemang.
- Kollaborativ problemlösning, med en sorts informellt mentorskap där erfarna deltagare delar vidare kunskap till nybörjare.
- Cirkulering, med starkt stöd för att skapa och dela sina skapelser med andra. [1]

Alexander Bard och Jan Söderkvist menar i boken Synteism – Att skapa gud i internetåldern att deltagarstyrd eller participatorisk kultur kan vara olika temporära eller permanenta event som exploderat med internets framväxt. Där samtliga deltagare förutsätts bygga eventet och skapa en slags utopi tillsammans från början till slut, som till exempel Burning Man i USA, Africa Burn i Sydafrika eller Borderland i Danmark. 